# Bormioli Rocco
Bormioli  Rocco est une entreprise verrière italienne dont le siège social se situe à Fidenza depuis 2004.

## Histoire de la société
En 1854, la fabrique ducale des verres de Parme qui réalise du cristal, des verres et de la vaisselle passe aux mains de la famille Bormioli, vieille famille de verriers originaire d'Altare, c'est alors que naît la verrerie Bormioli frères. L'usine se trouve Strada Farnèse à Parme. En 1903, elle s'installe Via Genova donnant ainsi un élan industriel au quartier Cortile San Martino. Dans les années 1930, malgré la conjoncture économique, Bormioli s'équipe de machines automatiques mais la guerre contraint l'entreprise à cesser son activité en raison des dévastations des bombardements. Rocco Bormioli (1897-1974) assure la gestion de l'entreprise. Dans les années 1960, la société emploie 1 600 salariés. En 1966, Pier Luigi Bormioli (1929-1991), fils de Rocco, diplômé (1953) en Sciences économiques et commerciales de l'Université de Naples devient directeur général de l'entreprise et ouvre l'entreprise à d'autres secteurs : emballage (bocaux alimentaires) et ménager (verres, bouteilles, coupes, assiettes), l'entreprise emploie 3 000 salariés. En 1974, il est nommé président. Le 5 mai 2004, l'usine de production historique est fermée et le siège déplacé à Fidenza et le groupe repris par la Banco populare de Lodi. En 2011, le groupe est repris par le fonds Private Equity Capital[réf. nécessaire]. 
En 2013, la société prend le contrôle de la société Neubor Glass.

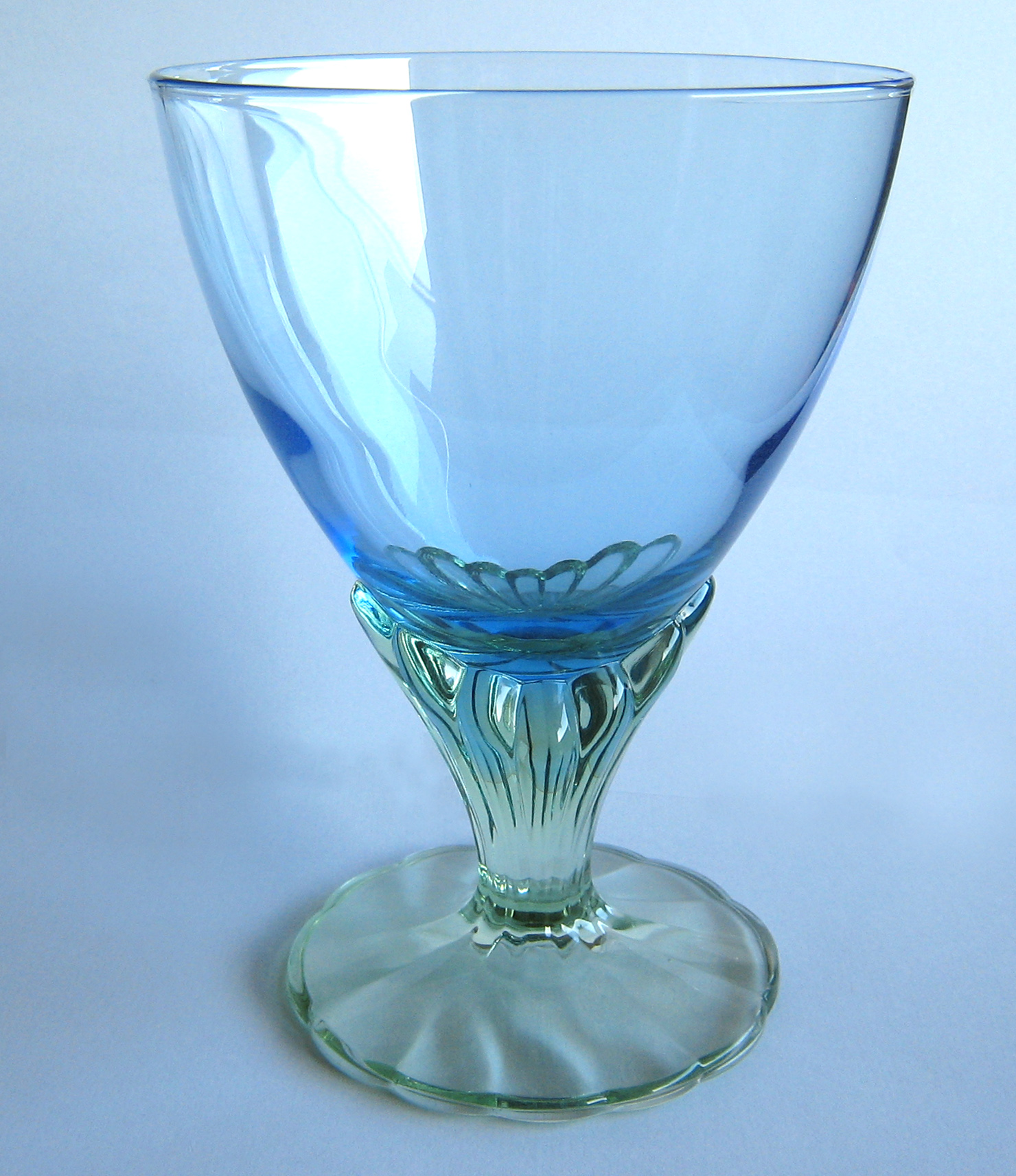
Verre Bormioli Rocco de 2002 dans le style Art déco

## Bormioli Rocco dans le monde
Bormioli dispose de sites de production en Italie, en France et en Espagne :
Sites de production de la division Maison :
- Fidenza (Italie)
- Altare (Italie)
- Azuqueca De Henares (Espagne)

Sites de production de la division Pharma :
- Bergantino (Italie)
- San Vito Al Tagliamento (Italie)
- Castelguelfo (Italie)
- Rivanazzano (Italie)
- Saint Sulpice (France)

L'usine de Rive-de-Gier a été fermée en 2004.

## Principaux concurrents
- Arc International (France), chiffre d'affaires 2009, 1 milliard d'euros avec 8 000 salariés ;
- Libbey (États-Unis), chiffre d'affaires 2009, 540 millions d'euros avec 6 800 salariés ;
- Paşabahçe (Turquie), chiffre d'affaires 2009, 480 millions d'euros avec 5 800 salariés[4].